# يان روجرز (حكم اتحاد الرغبي)
يان روجرز (بالإنجليزية: Ian Rogers)‏ هو حكم اتحاد الرغبي ‏ جنوب أفريقي، ولد في 9 يوليو 1957 في هاردينغ ‏ في جنوب أفريقيا.